# Julio César Uribe
Julio César Uribe Flores (ur. 9 maja 1958 w Limie) – piłkarz peruwiański grający na pozycji ofensywnego pomocnika.

## Kariera klubowa
Karierę piłkarską Uribe rozpoczął w klubie Club Sporting Cristal. W 1975 roku zadebiutował w jego barwach w peruwiańskiej Primera División. W 1979 roku osiągnął ze Sportingiem Cristal swój pierwszy sukces w karierze, gdy wywalczył mistrzostwo Peru. W 1980 roku obronił z klubem z Limy mistrzowski tytuł.
W 1982 roku Uribe został piłkarzem Cagliari Calcio. W zespole tym występował przez 3 lata, a w 1985 roku wrócił do Sportingu Cristal. Następnie grał w lidze kolumbijskiej w Atlético Junior i Américe Cali. W 1987 roku został zawodnikiem Amériki Meksyk i wywalczył z nią w 1988 roku mistrzostwo Meksyku. Po tym sukcesie ponownie grał w Sportingu Cristal, z którym także został mistrzem kraju. Następnie grał w Américe Cali, Tecos UAG Guadalajara, ponownie Sportingu Cristal (mistrzostwo w 1991), kolumbijskich Independiente Medellín i Envigado Fútbol Club, a karierę piłkarską kończył w 1993 roku jako zawodnik Carlos A. Manucci Trujillo.

## Kariera reprezentacyjna
W reprezentacji Peru Uribe zadebiutował 10 października 1979 roku w przegranym 2:3 towarzyskim spotkaniu z Paragwajem. W 1982 roku został powołany przez selekcjonera Tima do kadry na Mistrzostwa Świata w Hiszpanii. Tam był członkiem wyjściowej jedenastki i zagrał w 3 meczach: z Kamerunem (0:0), z Włochami (1:1) i z Polską (1:5). W swojej karierze zagrał także na Copa América 1987 i 1989. Od 1980 do 1989 roku rozegrał w kadrze narodowej 39 spotkań i strzelił 9 goli.

## Kariera trenerska
Po zakończeniu kariery piłkarskiej Uribe został trenerem. Prowadził takie zespoły jak: Carlos A. Manucci Trujillo, Tecos UAG Guadalajara, Atlético Junior, dwukrotnie reprezentację Peru w latach 2000-2001 i 2007 oraz Cienciano Cuzco.